# Laura Papo
Laura Papo (Sarajevo, 15 de marzo de 1891-1942), de soltera Luna Levi, fue una escritora, traductora y dramaturga bosnia sefardí. Conocida por el pseudónimo Bohoreta (“la primogénita”, en judeoespañol), con el que a veces firmaba, contribuyó decisivamente al estudio de la cultura sefardí (terreno que le llevó a colaborar con la Junta de Ampliación de Estudios española) y a la divulgación del judeoespañol, lengua de la que pasa por ser una de las primeras escritoras junto a Reina Hakohén y Rosa Yehézkel Gabay y la primera autora de teatro.

## Trayectoria
Hija primogénita de Judá Isak y Ester Levi, por motivos económicos, toda la familia se trasladó a Estambul. Allí Papo estudió en la Alianza Israelita Universal. Aparte del judeoespañol, hablaba serbio, francés, alemán, italiano e inglés y parcialmente turco. Sin embargo, no se quedaron y volvieron a Sarajevo. En 1911, cuando Manuel Manrique de Lara visitó Sarajevo en su investigación de la literatura sefardí, ella y su padre fueron informantes y le facilitaron diecisiete romances. El 25 de agosto de 1912 contrajo matrimonio con Daniel Papo de quien tomó su apellido. El matrimonio tuvo dos hijos, León y Bar Kohba.
En 1916 publicó un artículo titulado Die Spanolische Frau (La  mujer sefardí) en Bosnishen post, un periódico que se publicaba en alemán. El artículo lo amplió más tarde en el ensayo La mužer sefardi de Bosna (1931).
Papo se distinguió en la defensa de la emancipación femenina: por ello, es considerada la primera feminista de los Balcanes. A través de su obra, en artículos de prensa, ensayos y obras de teatro, y también mediante el ejemplo de su propia vida (estudió, regentó con sus hermanas un salón de belleza en Sarajevo; dio clases de alemán, francés y latín; crio a sus hijos en solitario, debido a la invalidez de su marido...), Bohoreta combatió el conservadurismo en la comunidad sefardí y promovió el acceso de las mujeres a la educación y al trabajo fuera de casa, como condiciones necesarias para su autonomía en la sociedad moderna.
En los comienzos de la Segunda Guerra Mundial, tras la anexión de Bosnia y Herzegovina al estado independiente de Croacia realizada por los ustacha, nazis croatas, comenzaron las deportaciones de los judíos a los campos de concentración. Entre los deportados estaban sus hijos que fueron asesinados en el trayecto al campo de concentración de Jasenovac. Ella murió, sin saber su muerte, en 1942 en un hospital regentado por monjas católicas que habían ocultado su identidad a las autoridades.
La escritora serbia Gordana Kuić, sobrina suya, en dos novelas relata su vida y la de su familia de forma novelada.

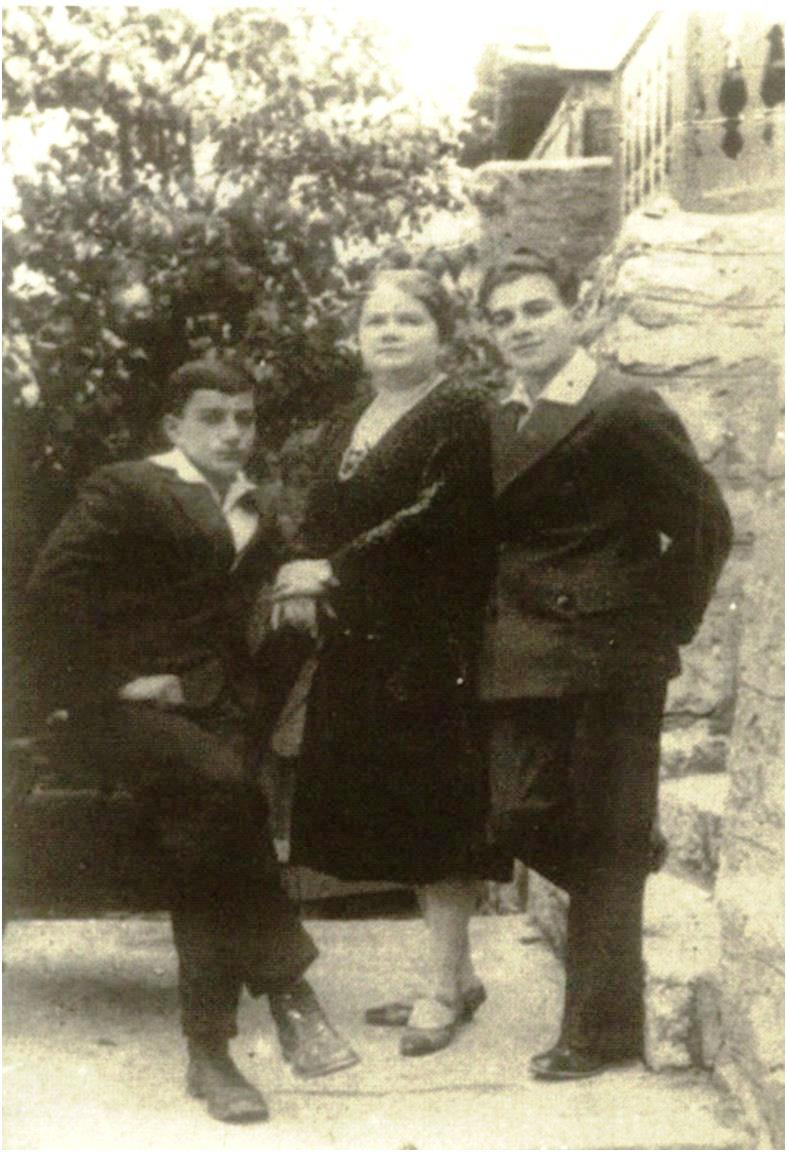
Bohoreta i sus ijos

## Obra
Algunos relatos, entre ellos, Madres, Morena, Linda Rikordo di Oriente, Por esto akea vieza no se kizo murir, Tiya Rahelona de Sasson y Tija Merkada di Jahilo Finci se publicaron en los periódicos Jevrejski Glas y Jevrejski Zivot.
La mužer sefardi de Bosna (1931) es una fuente importante de datos sobre todo lo que rodeaba la vida tradicional de la mujer sefardí. Esa vida estaba vigente todavía entre las generaciones que la precedían, pero ella, y sus hermanas, ya encarnaban unos nuevos valores.
Escribió siete dramas en judeoespañol que fueron representadas en Sarajevo y Belgrado: la obra Avia de ser, en un solo acto; La pasjensija vale mučo; Tjempos pasados; el drama en tres actos Ožos mios; y tres dramas adicionales de contenido social, en tres actos, Esterka, Shuegra ni de baro buena, y La madrasta el nombre le abasta. Muchas de sus obras fueron representadas por la Matatja, una sociedad obrera de la que era socia. Todas trataban sobre la vida de los sefardíes de Bosnia y abordaban diferentes problemas sociales.
Comenzó a publicar sus poemas en el periódico Narodna idovska svijest. Se conservan diez poemas suyos escritos en un lenguaje imaginativo  y simbólico.